# Vačice
Řád vačic (Didelphimorphia) zahrnuje běžné vačnatce ze západní polokoule. Vačice se pravděpodobně oddělily od ostatních vačnatců v pozdní křídě nebo v brzkém paleocénu. Za příbuznou skupinu se dají považovat vačíci.

## Popis
Vačice jsou menší až středně velcí vačnatci. Jsou napůl stromoví všežravci, nicméně je zde mnoho výjimek. Nejvíce druhů tohoto řádu má dlouhý čenich, úzkou lebku a nápadný sagitální hřebínek. Vzorec počtu zubů v jedné dentici má 5 řezáků (4 na spodní čelisti), jeden špičák, 3 třenové zuby a 4 stoličky. Podle běžných zvyklostí u savců je toto doslova plná čelist. Řezáky jsou velmi malé, špičáky naopak velké. Stoličky jsou trojcípé.
Vačice došlapují celým chodidlem. Zvláštní je, že zadní noha má obrácený prst s nehtem, nikoliv drápem. Nehty jsou jinak ve zvířecím světě velmi vzácné, běžné jsou pouze u primátů. Stejně jako primáti, vačice mohou mít chápavý ocas. Žaludek je velmi jednoduchý. Mladí se rodí ve velmi raném stádiu. Samičky jsou obvykle o málo větší než samci.
Jsou to všežravci s velmi širokým spektrem potravy. Jejich nespecializovaná biologie, pružné stravovací návyky a reprodukční strategie z nich dělá úspěšné kolonizátory schopné přežít i náročné časy. To je nejspíš důvod, proč se začaly rozšiřovat na území Severní Ameriky.